# Алтайский марал
Алта́йский мара́л, или марал (Cervus elaphus sibiricus) — крупный настоящий олень, подвид вапити. Преимущественно стадное животное, хотя старые самцы часто ведут одиночный образ жизни. Живут маралы обычно небольшими группами, состоящими из самца (быка) и 3—5 оленух. Тяготеет к светлохвойным насаждениям в пересечённом рельефе; широколиственных лесов избегает.

## Описание

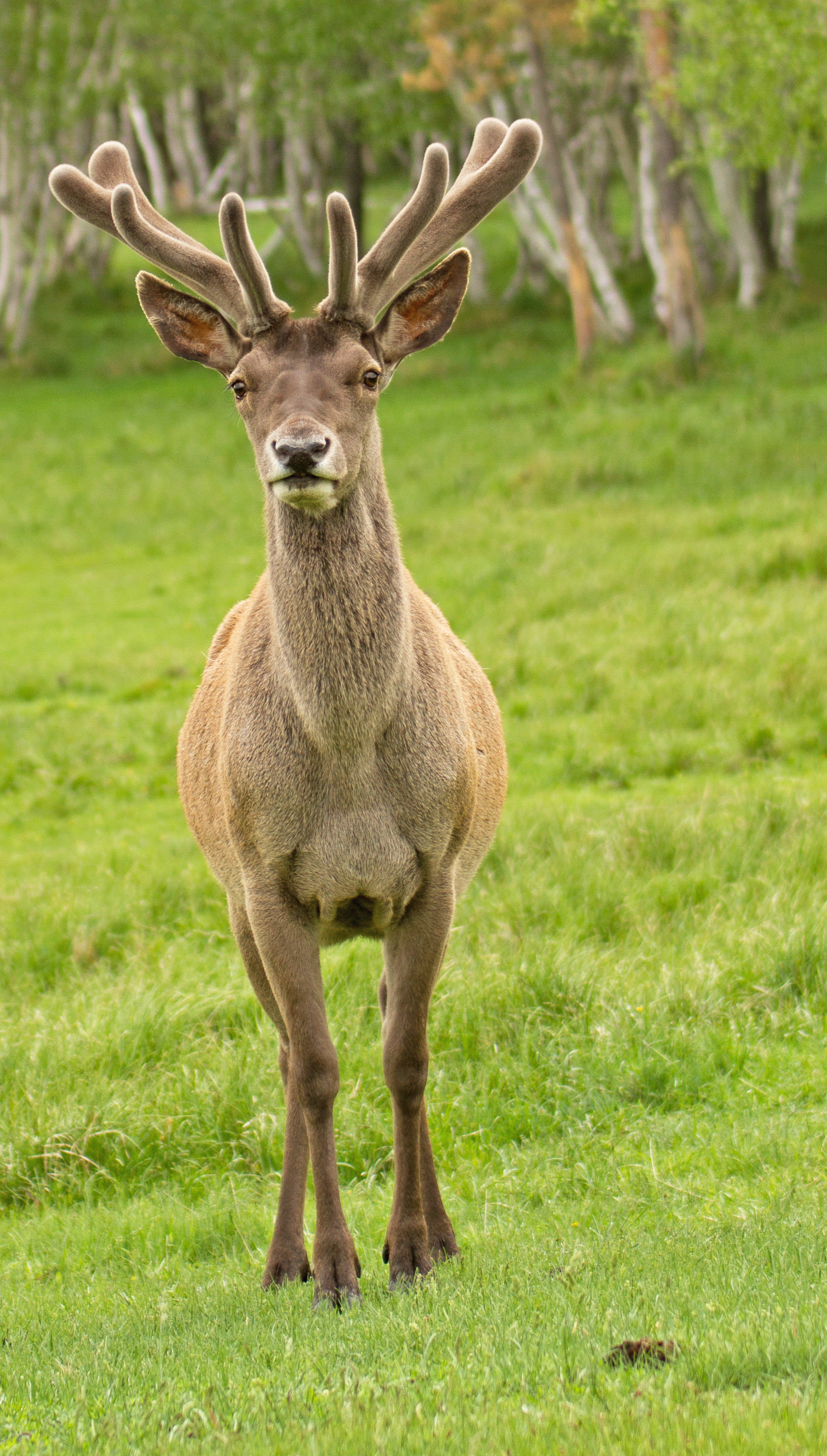
Самец марала, Каркаралинский национальный парк (Казахстан)

В зимнее время самцы имеют серовато-буровато-желтоватый окрас, причём шея, плечи и брюхо темнее. Самки — серовато-бурые. Летний окрас у обоих полов — буровато-коричневый. Зеркало (светлое пятно шерсти вокруг хвоста) широкое, от тускло-рыжеватого до соломенно-жёлтого цвета, часто имеет чёрную границу. Рога большие — длина основных стволов может достигать 150 см, на каждом по 6—7 отростков; венца или короны не образуют. Размах рогов часто превосходит 100 см. Высота в холке до 160 см. Масса до 350 кг.

## Распространение
Распространён на северо-западе и севере центральной части Монголии, на севере Синьцзяна в Китае, в России и Казахстане — в горных лесах Алтая, в Саянах и в Прибайкалье в Сибири. Граница с ареалом изюбря на востоке не ясная.

## Питание
Алтайский марал — травоядное животное. Любит соль, лижет её для восполнения минерального баланса на солончаках. Зимой животному приходится питаться менее калорийными растениями: лишайниками, хвоей. За летний период животное набирает вес, запасая энергию в виде жира, который зимой постепенно расходуется.

## Размножение
Самки достигают половой зрелости в 2 года, телятся обычно в 3. Быки становятся полностью готовыми к размножению к 5 годам. Самки могут выбирать партнёра, обращая внимание на телосложение и величину рогов. Если самка покидает вожака гарема и находит нового «жениха», им никто не мешает. Спаривание проходит не единожды (до 10—12 попыток), прежде чем случится оплодотворение. Период беременности составляет 240—265 дней. Телята рождаются по одному (редко — по два) в начале лета или конце весны, и находятся под опекой матери. Средний вес новорождённого от 11 до 22 кг. До полугода телята имеют светлые пятна для маскировки от хищников.
Во время гона, как и другие олени, самцы издают громкий рёв и устраивают между собой схватки за самок.

## Враги
Главный враг марала в дикой природе — волк. Также врагом марала является медведь, нападающий в основном на ослабленные и больные особи. Однако основной причиной вымирания этого вида является деятельность человека — как сокращение мест обитания, так и охота браконьеров с целью продажи пантов, крови (признаваемых в китайском медицине лекарствами), сала, мяса и шкуры.

## Разведение
Олень, находящийся в Красной книге, является объектом хозяйственной деятельности человека: маралов разводят в мараловодческих хозяйствах, где у самцов начиная с двухлетнего возраста регулярно срезают панты.